# Salaam (chanson)

Salaam (Od yavo' shalom aleinu) (עוד יבוא שלום עלינו, en hébreu, et سلام, en arabe) est une pièce de l'artiste israélien Mosh Ben-Ari, chantée en hébreu et en arabe. Ce grand succès populaire, dont le titre peut être traduit en Paix (La paix viendra à nous), a été adoptée comme hymne à la paix par de nombreux mouvements de jeunesse issus des communautés juives et israéliennes.